# Smokie
Smokie (llamada originalmente Smokey) es una banda musical de música rock británica que se hizo popular en Europa en los años 1970.

## Historia
Inicialmente se denominaron The Yen y posteriormente Essence. El grupo se formó en 1965, y estaba compuesto por Chris Norman (Redcar, Yorkshire, Reino Unido, 25 de octubre de 1950), Terry Uttley (Birkenshaw, Reino Unido, 9 de junio de 1951), Alan Silson (Birkenshaw, 21 de junio de 1951) y Ron Kelly (1952).
En mayo de 1968 se rebautizaron como The Elizabethans y en otoño de ese mismo año, Kelly abandonó la banda. En agosto de 1969 realizaron dos canciones para un programa de la BBC.
En 1973 el baterista Pete Spencer (Bradford, Reino Unido, 13 de octubre de 1948).
No sería hasta 1975 que graban su primer álbum, Pass it Around, alcanzando la popularidad. Pero en 1982 con su poco exitoso álbum, Strangers in Paradise comenzaría su declive y en 1986 Chris Norman, una de las piezas clave, abandona la banda. Chris Norman sigue en activo en una carrera en solitario.

## Discografía

### Álbumes
- 1975: Pass It Around
- 1975: Changing All the Time
- 1976: Midnight Cafe
- 1977: Bright Lights and Back Alleys
- 1978: The Montreux Album
- 1979: The Other Side of the Road
- 1981: Solid Ground
- 1982: Strangers in Paradise
- 1982: Midnight Delight
- 1988: All Fired Up
- 1989: Boulevard of Broken Dreams
- 1990: Whose Are These Boots
- 1992: Chasing Shadows
- 1993: Burning Ambition
- 1994: Celebration
- 1995: From Smokie with Love
- 1996: Light a Candle - The Christmas Album
- 1998: Wild Horses - The Nashville Album
- 2000: Uncovered
- 2001: Uncovered Too
- 2004: On the Wire
- 2010: Take a Minute